# Trachusa laticeps
Trachusa laticeps är en biart som först beskrevs av Morawitz 1873.  Trachusa laticeps ingår i släktet hartsbin, och familjen buksamlarbin. Inga underarter finns listade i Catalogue of Life.